# Girls
Girls és una sèrie de televisió nord-americana que va començar a emetre a la cadena HBO, el 15 d'abril de 2012. Aquesta sèrie creada i protagonitzada per Lena Dunham, és una tragicomèdia sobre un grup de noies de vint vivint a Nova York. La idea de la sèrie va sorgir d'una experiència real de Lena Dunham.

## Sinopsi
Hannah aspira a guanyar-se la vida escrivint. Mentrestant treballa com a becària sense cobrar. D'un dia per l'altre, els seus pares li comuniquen que no pensen mantenir-la més. La sèrie arrenca aquest dia fatídic i segueix la vida de Hannah i les seves amigues a Brooklyn, Nova York.
Alguns dels problemes a què s'enfronta Hannah estan basats en les experiències vitals de Lena Dunham, incloent el que els seus pares deixessin de mantenir-la i el desig de convertir-se en escriptora. Lena ha dit que Girls tracta d'una part de la població de la qual no s'ha parlat, i que connecta Gossip Girl, adolescents convertint-se en adults, amb Sexe a Nova York, adults començant una família.

## Repartiment

### Personatges principals
- Lena Dunham com a Hannah Horvath
- Allison Williams com a Marnie Michaels
- Jemima Kirke com a Jessa Johansson
- Zosia Mamet com a Shoshanna Shapiro
- Adam Driver como Adam Sackler

### Personatges recurrents
- Christopher Abbott com a Charlie
- Alex Karpovsky com a Ray Ploshansky
- Andrew Rannells com a Elijah
- Becky Ann Baker com a Loreen Horvath
- Peter Scolari com a Tad Horvath
- Kathryn Hahn i James LeGros com a Katherine i Jeff Lavoyt
- Chris O'Dowd com a Thomas-John[4]

## Recepció

### Crítica
En general, les crítiques han lloat aquesta sèrie pel seu realisme, humor i frescor.
James Poniewozik de Time va lloar aquesta sèrie dient que era "natural, audaç, plena de matisos i de vegades hilarant".
No obstant això, John Cook va descriure la sèrie en Gawker negativament: "programa de televisió sobre nens de papà i música dolenta i Facebook i sobre què difícil és saber qui ets i […] el cansament de teatralitzar la teva pròpia vida, pretenent ser algú que comprèn el buit existencial i el narcisisme d'aquesta mateixa caracterització".

#### Controvèrsia
L'episodi pilot de la sèrie va ser criticat per tenir un repartiment que es compon exclusivament de persones blanques, tot i desenvolupar-se a Nova York, una ciutat en què conviuen persones d'ètnies diferents. Els únics actors negres que apareixen en l'episodi pilot són un rodamón i un taxista i l'única actriu asiàtica té l'única característica de ser bona amb Photoshop. Lena Dunham ha concedit entrevistes en què ha parlat de la qüestió de la diversitat ètnica en la sèrie i ha dit que aquesta qüestió serà esmenada en la segona temporada de la sèrie.